# Man die een vrouw geld aanbiedt
Man die een vrouw geld aanbiedt, ook wel bekend als Het voorstel, is een schilderij van Judith Leyster uit 1631. Dit intieme genrestuk van een van de weinige professionele vrouwelijke schilders uit de Gouden Eeuw maakt sinds 1892 deel uit van de collectie van het Mauritshuis in Den Haag. Het wordt wel gezien als een van Leysters beste werken.

## Voorstelling
Bij het licht van een olielamp werkt een vrouw voorover gebogen aan haar naaiwerk. Haar voeten staan op een stoofje met gloeiende kooltjes. De man met bonthoed naast haar pakt haar bij de schouder vast terwijl hij een handvol munten aanbiedt. Ze lijkt hem echter te negeren en werkt geconcentreerd door.
Hoewel het op Man die een vrouw geld aanbiedt niet helemaal duidelijk is of de man oneerbare bedoelingen heeft, bestaan er uit deze periode veel schilderijen waar zowel de man als de vrouw gretig seks voor geld ruilen. Daarbij ging de vrouw uitdagend gekleed en werd zij soms door een oude koppelaarster vergezeld. De koppelaarster van Dirck van Baburen is een goed voorbeeld van dit type schilderij. De vrouw op Leysters schilderij is echter een toonbeeld van deugdzaamheid. Haar zedige kleding, decolleté en enkels blijven volledig bedekt, wijst daarop, maar ook het naaiwerk. In de zeventiende eeuw gold dit als een van de belangrijkste vaardigheden van een goede huisvrouw.
Het voetenstoofje is een belangrijk aanwijzing voor de betekenis van het schilderij. Een stoofje dat volledig onder de rok van de vrouw staat, zoals hier het geval is, gaf aan dat de vrouw getrouwd of verloofd was. Als het stoofje gedeeltelijk onder de kleding vandaan kwam of zelfs geheel terzijde was geschoven, duidde dat op een vrouw die beschikbaar was voor een amoureus avontuur.
Een jaar na het ontstaan van het schilderij dichtte Jacob Cats een emblema dat zeer goed aansluit bij het kunstwerk:

Geen peerle dient by nacht gekocht,
geen vrijster by de keers gesocht.
— Jacob Cats (1632)

Op Leysters schilderij vallen de brede penseelstreken te zien, die zij van haar stadgenoot Frans Hals geleerd kan hebben. Ook de invloed van de Utrechtse caravaggisten is zichtbaar in het spel van licht en schaduw rond het lampje. Onderzoek van het Mauritshuis met een infraroodcamera wees uit dat Leyster in eerste instantie de hand van de man op de nek van de vrouw had gelegd. Ze schilderde hem over en plaatste in de uiteindelijke versie de hand op haar schouder en bovenarm.

## Feministische interpretatie
Omdat het door een vrouw gemaakt was en een afwijkende weergave van een gebruikelijk thema te zien gaf, kreeg Man die een vrouw geld aanbiedt veel aandacht van (feministische) kunsthistorici. Frima Fox Hofrichter gaf hiertoe in 1975 de aanzet. Zij beschouwde de vrouw op het schilderij nadrukkelijk als slachtoffer. Deze interpretatie is echter niet onomstreden. Wayne Franits wees er later op dat het aanbieden van geld een normaal begin van een verhouding was. Daarmee valt niet uit te sluiten dat de man toch eerzame bedoelingen had.

## Herkomst
Het schilderij werd in 1892 door het Mauritshuis aangeschaft voor de som van 1500 gulden. 

## Afbeeldingen

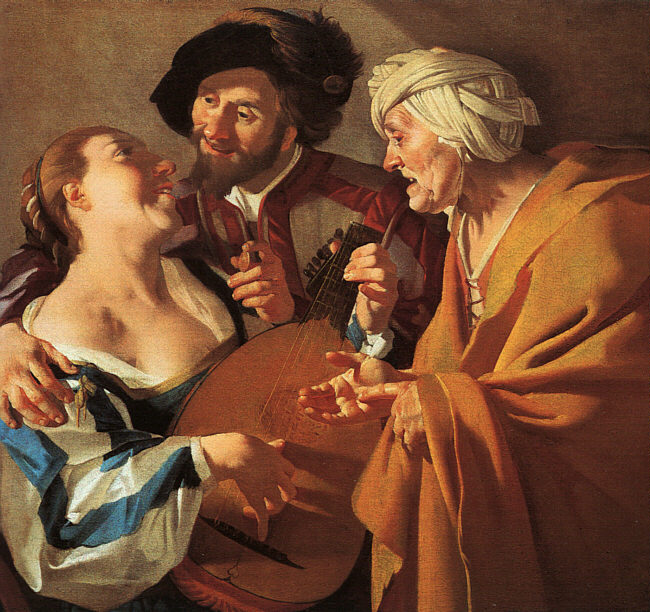
De koppelaarster - Dirck van Baburen